# 女子大学
女子大学（じょしだいがく、英語: Women's University）とは、原則として女性のみが入学することのできる大学である。日本語では女子大（じょしだい）と略称される。

## アメリカ合衆国の女子大学

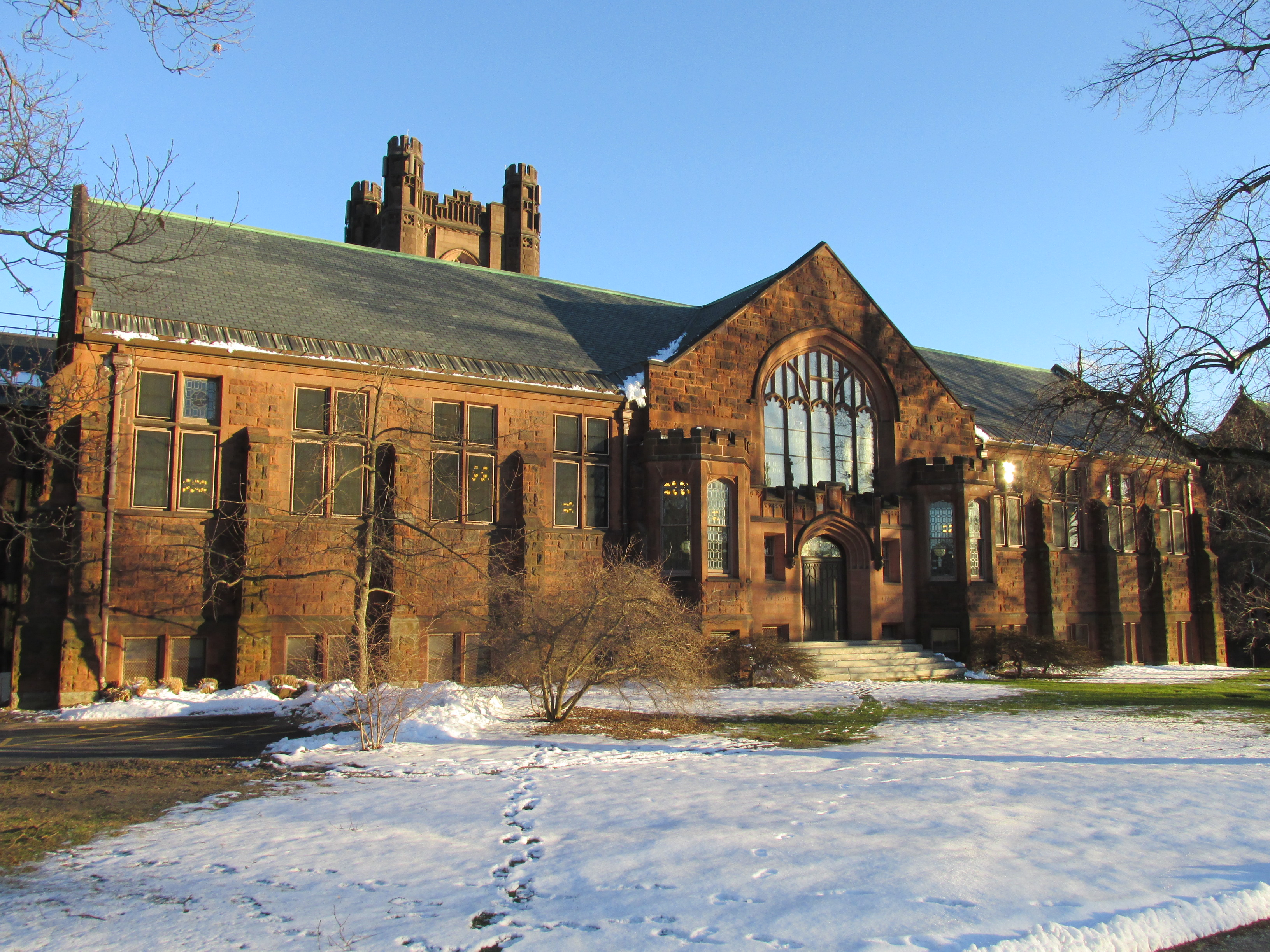
米国最古の女子大であるマウント・ホリヨーク大学

アメリカ合衆国（米国）の代表的な大学として知られるハーバード大学は、創立以来長きにわたって男子のみが入学できる大学であった。そのため、ハーバード大学に関連した女子が入学できる大学としてラドクリフ女子大学があり、ハーバード大学の教員によって設立された。
アメリカ合衆国では、当初、ほとんどの大学が男子学生しか受け入れていなかったため、それに対抗して、女子の高等教育の場として女子大学が作られた。初の共学大学であるオベリン大学 (Oberlin College) の創立は1833年である。その後、女子大学が誕生し、特に1837年から1889年にかけて創立されたアメリカ合衆国東部の7つの女子大学は「セブン・シスターズ」として知られていた。しかし、この中で女子のみ受け入れ、なおかつ他の大学に従属していないものは4大学のみである。また、1860年までに共学となった大学は5つに過ぎなかった。
当初は良家の娘が入学し、教養を磨くといった「良妻賢母」を育成するような意味合いが強かった。ウェルズリー大学にはマナー講座があり、実際に1950年代には在学中に結婚する女子学生が多かった。男女共学の四年制大学が増えたことに加え女性の社会進出が活発化すると徐々に人気が下がり始め、1960年代に250校あった女子大学は徐々に共学化に踏み切り、現在では60校未満を残すのみとなった。
しかし、近年は女性実業家に代表される「自主性」を育成することを中心にした大学や、マイノリティの受け入れなどに踏み切り、急激な学生の減少はなくなっている。
女子大学出身で有名なのは、ウェルズリー大学を卒業してイェール大学ロースクール（イェール大学法科大学院）に進んだヒラリー・クリントン（アメリカ合衆国大統領ビル・クリントンの夫人）であろう。このように現在の女子大学は、共学の四年制大学と変わらない性格をもつ。学部中心の教育を行っているために有名大学の大学院に合格する確率が高い大学もある。また、女子大学の中には、学部課程プログラムの一部や大学院課程に若干の男子学生を受け入れているところもある。

## 日本国の女子大学
現在、日本にある国立の女子大学は奈良女子大学、お茶の水女子大学の二校、公立の女子大学は群馬県立女子大学、福岡女子大学の二校である。明治政府は女子教育の整備に消極的であり、男子のための学校設立が優先され女子のための教育機関は考慮されず後回しにした。その頃、日本では女子教育の先鞭をとったキリスト教各派の宣教師らにより、私立のキリスト教系ミッションスクールの女学校が数多く設立された。
具体例として、北から順に、カトリック校では藤女子大学（北海道札幌市）、聖心女子大学（東京都）、清泉女子大学（同）、白百合女子大学（同）、ノートルダム清心女子大学（岡山市）など、一方、プロテスタント校としては宮城学院女子大学（仙台市）、東京女子大学、フェリス女学院大学（神奈川県横浜市）、東洋英和女学院大学（同）、金城学院大学（愛知県名古屋市）、同志社女子大学（京都市）、神戸女学院大学、広島女学院大学、松山東雲女子大学、活水女子大学（長崎市）などが代表的な女子大学として挙げられ、北から南まで全国に点在している。
これらはいずれも伝統のある女子大学であるが、一般的にカトリック系の女子大学よりもプロテスタント系の女子大学の方が歴史が古い。カトリック、プロテスタントを問わず、これらキリスト教系の女子大学の多くは英文学系を中心に、古くから教養（リベラル・アーツ）系の学科が中心であり、大学の規模も概して小規模で、良家の子女用の教養型大学として機能してきた。この点は、韓国にあるアメリカ合衆国メソジスト系プロテスタントミッションスクールの梨花女子大学（12学部を持つ）が、女子大学としては世界最大規模でありながら、世界的な総合大学として機能しているのとは異なっている。
このほか、女医育成のために医学部が設立された東京女子医科大学、医学・看護学系専門の聖路加看護大学、体育の専門教育を行う日本女子体育大学、東京女子体育大学もある。
学部・学科構成として、英文学などの語学系や日本文学（国文学）系、教育学、栄養学等を中心とした家政学の学部が多い。他には音楽系の学科なども女子大学に設置されている例が多く、また近年では、福祉や看護学、薬学系の学科を設置する女子大学も増えている。日本女子大学、大妻女子大学、共立女子大学、実践女子大学や椙山女学園大学のような良妻賢母を目指す家政学校を起源とする大学では今も家政系が中心である。近年は語学・文学系に家政系という組合せの学部学科構成を改編し、社会科学系や国家資格（栄養士、看護師、医師、薬剤師）が取得できる実学系の学部学科（栄養学科、看護学科、医学部、薬学部、工学部）の充実が図られている。

### 歴史
日本では旧学制時代に、旧制大学への女性の入学は例外的にしか認められなかった。そのため、多くの女子は東京女子高等師範学校（現在のお茶の水女子大学）や旧制女子専門学校のような女子を専門とした高等教育機関へ進学していた。皇族や華族の娘向けには、1877年（明治10年）に創立された学習院女子部に続き、1885年（明治18年）に華族女学校が開校した。明治初期、明治政府が欧米に送り出した留学生や視察団には、少数ながら女子教育を担う人材たるべく期待されて送り出された女性もいた。例えば、大山捨松は華族女学校の創設に尽力し、堀越千代は私学の和洋裁縫女学院を1897年（明治30年）に創設し、津田梅子は私学の女子英学塾を1900年（明治33年）に開校した。この女子英学塾や日本女子大学校を嚆矢として女子専門学校が増加し、女性に対する高等教育の機会がある程度保証されるようになった。この第二次世界大戦以前の女子高等教育機関の存在が、戦後の女子大学誕生の下地となった。
戦後、1948年に私立女子大学5校が新制大学として発足した。その翌年には、国立大学の女子大学2校・公立女子大学3校・私立女子大学20校が加わり、1964年から1967年には36校が新設され、1998年には98校となるまでに増加した。しかし、1998年以降は徐々に減少し、2023年度時点で69校となっている。割合としては、全4年制大学数の9.4%を占め、日本は比率・数ともに世界で最も女子大学が多い国である。
男女雇用機会均等法が公布・施行された1980年代後半から4年制大学への女子学生の進学は増加し、短大から4年制女子大学に移行する大学も増えた。そこで女子大学は、就職支援の充実や就職率の高さのアピール、リーダーシップ教育やジェンダーに関する教育を含めた女子大学ならではのカリキュラム改革や施設の充実を行った。また就職氷河期に際して、女子学生は女性ゆえの就職不安や将来の職業継続を考慮し、資格志向を一層高めた。この志向に応じて、資格や免許状の取得を目指す学部や就職を見据えたビジネス・情報系学部、女子に人気が高い「国際」を冠した学部などが増設された。
女子大学の創設は、女性は教育の機会に乏しく疎外されており正式な大学に入学できなかったことが理由である（教育の機会均等、女子教育）。教育機関としての女子大学であり続けることを選択した大学の多くは､「女性エリート・リーダーの育成」を目標とした女性の主体性を押し出している。
一方で、男女雇用機会均等法の中にも、同性間の事象に関する事柄が記載され、ジェンダー平等やLGBTなどの概念が重要になってくるなか、性別の枠では語れない部分も出てきている。2020年代において、性自認が女性であれば、肉体的には男性にも門戸を開放する女子大も徐々に増えている。お茶の水女子大学ジェンダー研究所などジェンダー研究や女性学に力を入れている大学が多い。
かつては、女子大学といえば、花嫁修業のために進学するといった認識が強かったが、今では多くの女子大学が社会でリーダーシップを発揮できる女性を育成する女子大学独自の教育を目指す方向にシフトした。女子大学の意義も時代と共に変化している。教育機関としての女子大学であり続けることを選択した大学の多くは､「女性エリート・リーダーの育成」を目標とした女性の主体性を押し出している。しかしその一方で、井戸まさえによると、どの大学でもいまだに祖父母や親から「お嫁に行くことを考えたら、女の子はそこまで賢くなくて良い。女子大や短大がちょうどいい」とか「進学は弟優先」といった言葉を受けてショックだったと語る学生が少なくないという。

### 共学化
日本では少子化による大学受験人口の減少や男女共同参画などの影響を受け、女子大学が共学の大学へ改組する事例が相次いでいる。大学の名称から「女子」の文字を取って新校名とする（武蔵野女子大学→武蔵野大学、京都橘女子大学→京都橘大学、天使女子短期大学→四年制に改組して天使大学等）か、部分的な校名変更を行う（文京女子大学→文京学院大学等）場合が多いが、既に存在する大学名と重複してしまう場合には全く新しい名称を付けることもある（鹿児島女子大学→志學館大学等）。また中京女子大学（2010年度から至学館大学へ校名変更）や愛知淑徳大学はその名称のまま共学化している。また、大阪女子大学、広島女子大学、高知女子大学などのように、かつての公立女子大学の多くは近隣の公立大学との吸収合併または統合・再編で共学に移行している。
学習院女子大学、大妻女子大学、群馬県立女子大学、女子栄養大学、聖徳大学、昭和女子大学、藤女子大学、東洋英和女学院大学、和洋女子大学は、大学院についてのみ男女共学としている。このほかに、日本女子大学、フェリス女学院大学、学習院女子大学、白百合女子大学、東洋英和女学院大学、女子栄養大学、聖徳大学などでは一部の大学院研究科、大学の夜間部や通信教育課程の男女共学を認め、お茶の水女子大学のように論文博士の対象を男性にも拡大するなど、女子大学のまま部分的な共学化を行う大学も多い。

## 中華人民共和国の女子大学
近代以来、女子大学は存在していたが、中華人民共和国になってから大学の再編により、今現在、公立女子大学は中華女子学院、山東女子学院、湖南女子学院の3校のみであり、しかも3校ともに条件付きで共学化している。四年制大学以外に、女子高等専科学校などの女子高等教育機関がある。女子大学の連合会である中国女子高等院校連盟が2014年に設立された。